# Sebastián Mora
Sebastián Mora Vedri (Villarreal, 19 de febrero de 1988) es un deportista español que compite en ciclismo en las modalidades de pista, especialista en las pruebas de madison y scratch, y ruta. En pista ha sido doble campeón mundial (2016 y 2024) y seis veces campeón europeo (en los años 2015, 2016, 2019 y 2020).

## Trayectoria
Ganó siete medallas en el Campeonato Mundial de Ciclismo en Pista entre los años 2016 y 2024, y ocho medallas en el Campeonato Europeo de Ciclismo en Pista entre los años 2015 y 2024.
Participó en tres Juegos Olímpicos de Verano, en Londres 2012 ocupó el sexto lugar en la prueba de persecución por equipos (junto con Eloy Teruel, David Muntaner y Albert Torres), en Tokio 2020 fue sexto en madison (con Albert Torres) y en París 2024 quedó octavo en madison  (con Albert Torres).
En la temporada 2013 se proclamó campeón de España en persecución, segundo en madison y tercero en scratch. Estos resultados le sirvieron para dar el salto a un equipo profesional japonés, Matrix-Powertag. En 2019 se unió a la plantilla del equipo Caja Rural-Seguros RGA. En 2020 y 2021 corrió con el equipo Movistar y desde 2023 con el Burgos-BH.

## Medallero internacional
| Campeonato Mundial | Campeonato Mundial       | Campeonato Mundial | Campeonato Mundial |
| Año                | Lugar                    | Medalla            | Competición        |
| ------------------ | ------------------------ | ------------------ | ------------------ |
| 2016               | Londres (Reino Unido)    | Medalla de oro     | Scratch            |
| 2016               | Londres (Reino Unido)    | Medalla de bronce  | Madison            |
| 2018               | Apeldoorn (Países Bajos) | Medalla de plata   | Madison            |
| 2019               | Pruszków (Polonia)       | Medalla de plata   | Puntuación         |
| 2020               | Berlín (Alemania)        | Medalla de plata   | Puntuación         |
| 2020               | Berlín (Alemania)        | Medalla de bronce  | Scratch            |
| 2024               | Ballerup (Dinamarca)     | Medalla de oro     | Puntuación         |
| Campeonato Europeo |                          |                    |                    |
| Año                | Lugar                    | Medalla            | Competición        |
| 2015               | Grenchen (Suiza)         | Medalla de oro     | Scratch            |
| 2015               | Grenchen (Suiza)         | Medalla de oro     | Madison            |
| 2016               | Saint-Quentin (Francia)  | Medalla de oro     | Madison            |
| 2019               | Apeldoorn (Países Bajos) | Medalla de oro     | Scratch            |
| 2020               | Plovdiv (Bulgaria)       | Medalla de oro     | Puntuación         |
| 2020               | Plovdiv (Bulgaria)       | Medalla de oro     | Madison            |
| 2022               | Múnich (Alemania)        | Medalla de bronce  | Ómnium             |
| 2024               | Apeldoorn (Países Bajos) | Medalla de plata   | Puntuación         |

## Palmarés

### Pista
| 2010 - 1.º Campeonato Europeo Pista, modalidad scratch, U23, San Petersburgo, Rusia 2011 - 2.º en Campeonato Español, Pista, persecución, Elite - 2.º en Campeonato Nacional, Pista, scratch, Elite/U23, España, España 2012 - 3.º en Campeonato Español, Pista, madison, Elite - 2.º en Campeonato Español, Pista, persecución, Elite 2013 - 1.º Campeonato de España persecución - 2.º en Campeonato Español, Pista, madison, Elite, España, España - 3.º en Campeonato Nacional, Pista, scratch, Elite/U23, España, España 2014 - 1.º Campeonato de España persecución - 2.º en Campeonato Español, Pista, carrera por puntos, Elite - 3.º en Campeonato Nacional, Pista, scratch, Elite/U23, España, España - 1.º Campeonato Español en madison (con Julio Alberto Amores) 2015 - 1.º en el Campeonato Europeo en scratch - 1.º Campeonato de Europa en madison (con Albert Torres) - 1.º Campeonato de España Ciclismo en Pista en la modalidad persecución - 2.º Campeonato de España Ciclismo en Pista en la modalidad puntuación - 1.º Campeonato de España Ciclismo en Pista en la modalidad madison (con Julio Alberto Amores) - 3.º Campeonato de España Ciclismo en Pista en la modalidad persecución por equipos - 3.º Campeonato de España Ciclismo en Pista en la modalidad velocidad por equipos 2016 - Campeonato Mundial de scratch - 3.º Campeonato Mundial de madison 50 km (con Albert Torres) - 1.º Campeonato de España Ciclismo en Pista en puntuación - 2.º en Campeonato de España Ciclismo en Pista en persecución - 2.º en Campeonato de España Ciclismo en Pista en madison, España (con Julio Alberto Amores) - 1.º Campeonato de Europa en madison (con Albert Torres) | 2018 - 2.º en el Campeonato Mundial de madison (con Albert Torres) - 1.º Campeonato de España persecución - 1.º Campeonato de España Ciclismo en Pista en la modalidad madison (con Óscar Pelegrí) 2019 - 2.º en el Campeonato Mundial en puntuación - 1.º Campeonato de Europa de scratch 2020 - 2.º en el Campeonato Mundial en puntuación - 3.º en el Campeonato Mundial en scratch - 1.º Campeonato de Europa en puntuación - 1.º Campeonato de Europa en madison (con Albert Torres) 2021 - 2.º en la Liga de Campeones en resistencia 2022 - Campeonato de España Ciclismo en Pista en la modalidad madison (con Iker Bonillo) - 2.º en la Copa de Naciones de Glasgow en ómnium - 3.º Campeonato de Europa en ómnium 2023 - Campeonato de España Ciclismo en Pista en la modalidad Madison (con Iker Bonillo) 2024 - 2.º Campeonato de Europa en puntuación |

### Ruta
2014
- 1 etapa del Tour de Tailandia